# Ternstroemia elliptica
Ternstroemia elliptica är en tvåhjärtbladig växtart som beskrevs av Olof Swartz. Ternstroemia elliptica ingår i släktet Ternstroemia och familjen Pentaphylacaceae. Inga underarter finns listade i Catalogue of Life.